# Johannes XVIII.
Johannes XVIII. (vorher Johannes Fasanus; * in Rom; † nach Mai 1009 in Sankt Paul vor den Mauern) war Papst vom 25. Dezember 1003 bis 1009. 

## Wirken
Vor seinem Pontifikat war der Benediktiner Kardinalpriester von St. Peter.
Wie schon sein Vorgänger, Johannes XVII., wurde er von Johannes II. Crescentius zum Papst erhoben und war von ihm abhängig. Dennoch wurde er in Kirchendingen deutlich aktiver und legte sich u. a. mit dem französischen König Robert II. an. 1004 sprach er die ersten fünf polnischen Märtyrer, die fünf Heiligen Brüder, heilig. Während seines Pontifikats bestätigte er 1007 die Gründung des Bistums Bamberg durch den König des Ostfrankenreichs und späteren Kaiser Heinrich II.
Er starb zurückgezogen als Mönch im Kloster Sankt Paul vor den Mauern, wo er auch begraben ist.
Es ist unklar, ob er vorher als Papst abgedankt hat.